# Noisia
Noisia (stylisé NOISIΛ) est un groupe néerlandais de drum and bass, originaire de Groningue, actif entre 2003 et 2022. Il est composé de Nik Roos, Martijn van Sonderen et Thijs de Vlieger.

## Histoire

### Formation et débuts (2003–2006)
Le premier titre de Noisia qui reçoit de l'intérêt de la part d'un label (Mayhem Shadow Law Recording's) est trouvé dans un forum de discussion d'une production. 2003 marque la naissance du premier morceau du groupe sort sur un label : Tommahawk avec la participation de Mayhem sur le label Paul Reset's Recordings. Silicon / Tomahawk sort en août 2003. Entre 2005 et 2009, ils sortent quelques morceaux orientés liquid funk comme Drifter, ils sortent également un EP sous l'alias Hustle Athletics sur le label Love Break Recording. Ils décident plus tard de rester sous le nom de Noisia pour ne pas apporter de confusion aux auditeurs et de ne pas se retrancher dans un style particulier avec des noms différents.

### Virage pop et productions (2007–2009)
Le début de l’année 2007 marque la sortie de l'album Colour of Me de Tasha Baxter, un album entièrement produit par Noisia, très orienté pop avec des influences de reggae et de drum and bass, le projet dure plus d’un an. En juin 2008, ils sortent la compilation FabricLive.40 sur le label britannique Fabric, avec plusieurs de leurs propres sons. En février 2009, Noisia remixe The Omen du groupe The Prodigy pour la sortie du morceau. 
Le 19 septembre 2009, Noisia produit le deuxième album de Hadouken! For The Masses qui prend la 19e place des UK Albums Chart. 

### Split the Atom(2010–2015)
Ils sortent leur album studio Split the Atom le 5 avril 2010, suivi d’une édition spéciale sur le label de deadmau5, mau5trap, en février 2012. Ils réalisent également un remix officiel de Scary Monsters and Nice Sprite de Skrillex fin 2010, ainsi qu'un remix de Raise Your Weapon de deadmau5 en mai 2011. Fin de l'année 2012, Noisia dévoile un remix du morceau de Mark Knight Nothing Matter, puis un peu après un remix de Smack My Bitch Up de The Prodigy pour la réédition de The Fat of the Land. 
Le 13 juin 2013 ils sortent la bande son entière de DmC: Devil May Cry, avec plus de trois heures de musique. Ils avaient déjà travaillé pour des jeux vidéo occasionnellement, incluant Midnight Club 3: DUB Edition, Wipeout HD et MotorStorm: Pacific Rift. Deux de leurs titres figurent également dans le jeu de snowboard SSX : Machine Gun et Could this Be. L'année 2013 marque également la sortie de leur album I Am Legion en collaboration avec le groupe de hip-hop Foreign Beggars sur les labels OWSLA et Division, le 2 septembre.

### Outer Edges(2016–2019)
Le 30 juin 2016, Noisia annonce le titre de leur nouvel album Outer Edge et sortent le premier single de l'album, Anomaly. L'album sort le 29 juillet 2016, dix minutes avant qu'ils fassent la première de leur nouveau show visuel au festival de drum and bass Let It Roll en République tchèque. L'album, comme la plupart de leurs titres, est accompagné d’une version vinyle et CD en septembre 2016.

### Séparation
En septembre 2019, le groupe annonce sur les réseaux sociaux et leur site web la séparation de celui-ci à la fin 2020, 17 ans après la formation du groupe.

## Label discographique
Noisia est détenteur de trois labels : Vision leur label de drum and bass principal, où ils sortent la plupart de leurs titres, Division un label de musique électronique pour des morceaux autres que drum and bass, et Invisible un deuxième label de drum and bass cette fois-ci destinés aux autres artistes, proposant des titres expérimentaux avec une atmosphère sombre. Le 30 mai 2019, le groupe annonce que leur label Invisible ne sera désormais plus actif. Nik Roos expliqua dans une interview qu'à l'origine Vision était destiné à leurs propres titres, mais maintenant étant donné qu'ils ont sorti des titres d'autres artistes sur ce label comme Sofie Letitre, Mefjus ou encore The Upbeats, c'était devenu inutile de continuer à faire deux labels séparés. Les titres d'autres artistes de drum and bass sont dès lors publiés sur leur label Vision.

## Récompenses

### Drum&BassArena Awards
- 2014 : Meilleurs producteurs
- 2015 : Meilleurs producteurs, meilleur morceau avec Dead Limit, meilleur live act
- 2016 : Meilleurs producteurs, meilleur album avec Outer Edges, meilleure vidéo avec Mantra
- 2017 : Meilleure vidéo avec Tentacles